# 黃玄齡
黃玄齡（1445年—？），字崇壽，江西南康府建昌縣人，軍籍，明朝政治人物。

## 生平
江西鄉試第九十五名舉人。成化二十三年（1487年）中式丁未科會試第一百二十五名，三甲第一百二十名進士。弘治元年閏正月授翰林院检讨，侍诸王讲读。

## 家族
曾祖黃明哲；祖父黃伯澄，主簿；父黃大綸，母舒氏。具庆下。